# Ostrov kostlivců
Ostrov kostlivců je třetí díl série o Alexu Riderovi od spisovatele Anthonyho Horowitze.

## Děj
V tomto díle se Alex musí ukrývat před zločineckou organizací "Velký kruh". MI-6 toho využije a pošle ho společně s dvěma agenty CIA na pozorovací misi na Ostrov kostlivců. Jenže vše není tak, jak to vypadá. Alex zjistí, že agenti pátrají po atomové bombě, kterou u sebe údajně schovává šilený Rus Alexej Sarov. Po smrti agentů CIA je Alex unesen a stává se Sarovovým vězněm. Když mu Rus sdělí svůj plán, Alex nemá jinou možnost, než zasáhnout.